# فيليب ماكسويل
فيليب ماكسويل (بالإنجليزية: Philip Maxwell)‏ هو سياسي أمريكي، ولد في 3 أبريل 1799، وتوفي في 5 نوفمبر 1859. انتخب عضو جمعية ولاية نيويورك.